# Kladeruby
Kladeruby (en allemand : Kladrub, auparavant Kladerub) est une commune du district de Vsetín, dans la région de Zlín, en République tchèque. Sa population s'élevait à 438 habitants en 2020.

## Géographie
Kladeruby se trouve à 4 km au nord-est de Kelč, à 20 km au nord-ouest de Vsetín, à 34 km au nord-est de Zlín, à 47 km au sud-ouest d'Ostrava et à 255 km à l'est-sud-est de Prague.
La commune est limitée par Hustopeče nad Bečvou au nord, par Choryně à l'est, par Poličná au sud-est, par Branky et Police au sud, et par Kelč à l'ouest.

## Histoire
La première mention écrite du village date de 1140.